# Route de France
La Route de France Féminine is een meerdaagse Franse wielerwedstrijd voor vrouwen.

## Geschiedenis
De wedstrijd werd in 2006 voor het eerst georganiseerd en viel de eerste twee jaren in de UCI 2.2 categorie, hierna in de 2.1 categorie. De wedstrijd werd tot en met 2016 jaarlijks verreden, met uitzondering van 2011, toen de wedstrijd niet werd gehouden. In 2017 werd de koers niet verreden, door overlapping in de kalender met het EK en de World-Tourwedstrijd Open de Suède Vårgårda en volgens de organisatie door een conflict met de UCI. Een geplande terugkeer in juni 2018 ging wederom niet door, door het afhaken van verschillende etappeplaatsen, waarna de organisator zich terugtrok uit het vrouwenwielrennen.
Sinds het verdwijnen van de Tour de France féminin na 2009 en de Tour de l'Aude féminin na 2010, was de Route de France de enige grote etappekoers voor vrouwen in Frankrijk.

## Erelijst
| Jaar | Winnaar                 | Tweede                  | Derde                             |
| ---- | ----------------------- | ----------------------- | --------------------------------- |
| 2006 | Linda Villumsen*        | Amber Neben             | Svetlana Bubnenkova               |
| 2007 | Amber Neben             | Svetlana Bubnenkova     | Maryline Salvetat                 |
| 2008 | Luise Keller            | Rosane Kirch            | Edwige Pitel                      |
| 2009 | Kimberly Anderson       | Evelyn Stevens          | Eneritz Iturriagachevarria Mazaga |
| 2010 | Annemiek van Vleuten    | Judith Arndt            | Olga Zabelinskaya                 |
| 2011 | Wedstrijd niet gehouden | Wedstrijd niet gehouden | Wedstrijd niet gehouden           |
| 2012 | Evelyn Stevens          | Kristin McGrath         | Carlee Taylor                     |
| 2013 | Linda Villumsen*        | Emma Johansson          | Evelyn Stevens                    |
| 2014 | Claudia Lichtenberg     | Alena Amialiusik        | Aude Biannic                      |
| 2015 | Elisa Longo Borghini    | Amber Neben             | Claudia Lichtenberg               |
| 2016 | Amber Neben             | Tayler Wiles            | Eugenia Bujak                     |
| 2017 | Wedstrijd niet gehouden | Wedstrijd niet gehouden | Wedstrijd niet gehouden           |
| 2018 | Wedstrijd niet gehouden | Wedstrijd niet gehouden | Wedstrijd niet gehouden           |
| 2019 | Wedstrijd niet gehouden | Wedstrijd niet gehouden | Wedstrijd niet gehouden           |

* Linda Villumsen is geboren Deense, maar is vanaf 2010 Nieuw-Zeelandse.

### Meervoudige winnaars
| Overwinningen | Renner          | Land                      | Jaren      |
| ------------- | --------------- | ------------------------- | ---------- |
| 2             | Linda Villumsen | Denemarken/ Nieuw-Zeeland | 2006, 2013 |
| 2             | Amber Neben     | Verenigde Staten          | 2007, 2016 |

### Overwinningen per land
| Overwinningen | Land                                         |
| ------------- | -------------------------------------------- |
| 4             | Verenigde Staten                             |
| 2             | Duitsland                                    |
| 1             | Denemarken, Italië, Nederland, Nieuw-Zeeland |

## Etappeoverwinningen

### Rensters met de meeste etappeoverwinningen
| Etappes | Renster               |
| ------- | --------------------- |
| 9       | Giorgia Bronzini      |
| 6       | Ina-Yoko Teutenberg   |
| 6       | Diana Žiliūtė         |
| 5       | Svetlana Bubnenkova   |
| 4       | Amber Neben           |
| 3       | Dorte Lohse Rasmussen |
| 3       | Evelyn Stevens        |

### Etappeoverwinningen per land
| Etappes | Land                                            |
| ------- | ----------------------------------------------- |
| 16      | Italië                                          |
| 11      | Duitsland                                       |
| 9       | Nederland                                       |
| 8       | Verenigde Staten                                |
| 7       | Australië, Litouwen                             |
| 6       | Rusland                                         |
| 3       | Denemarken, Frankrijk                           |
| 2       | Verenigd Koninkrijk, Polen                      |
| 1       | Nieuw-Zeeland, Wit-Rusland, Zuid-Afrika, Zweden |